# Partido da Aliança Nacional
O Partido da Aliança Nacional é um partido político da Papua-Nova Guiné. No momento, seu líder é o Primeiro-Ministro Michael Somare, que o fundou em 1995 após ter saído do Partido Pangu.